# パペット・マスターIX:アクシス・オブ・イーヴィル
『パペット・マスターIX:アクシス・オブ・イーヴィル』（Puppet Master: Axis of Evil）は、2010年のアメリカ映画。時間軸は『パペット・マスター』冒頭での出来事の直後にあった物語となっている。

## あらすじ
1939年のボデガ・ベイ・イン。ナチスの刺客に追い詰められたトゥーロンが拳銃自殺。そこへ足が悪いために戦争に行けず、伯父の手伝いをしていた青年ダニー・クーガンが逃げる刺客を目撃しトゥーロンの死体を発見する。そして、トゥーロンが隠したパペットの入ったトランクを見つけ、事前にトゥーロンからパペットが生きていることを聞いていたので興味本位でそれをチャイナタウンにある実家に持ち帰った。翌日、パペットらに生命の液体で命を吹き込み、ダニーはパペット達の新たなマスターとなるのだった。一方、ナチスの刺客の二人、クラウスとマックスは総統の命令でチャイナタウンにある、オペラハウスをアジトにしている日本人の破壊工作員の小津と同盟を組んでアメリカの爆弾製造工場を破壊する計画を立てる。ダニーは爆弾製造工場で働く恋人のベスにパペットを見せようとするが、彼女の前にはナチスの刺客のマックスが変装して働いていた。ベスに彼がナチだと警告するが信じてもらえないのでマックスを追い、オペラハウスでその実態を知る。マックス達もトゥーロンの後を継いだパペットマスターがダニーだと認知してしまい、クラウスはダニーの実家を襲撃し兄と母親を殺害してベスを誘拐する。家族を殺されたダニーはかたき討ちとアメリカを守るべく、パペットを引き連れてオペラハウスへ行く。

## キャスト
- リーヴァイ・フィーラー–ダニー・クーガン
- ジェンナ・ギャラハー–ベス
- テイラー・M・グラハム–ドン・クーガン
- トム・サンドヴァル–ベン/マックス
- ジェリー・ホフマン–レン伯父さん
- エリカ・シェイファー–エルマ・クーガン
- アーロン・リバー–クラウス
- エイダ・チャオ–小津
- グ・インフェン–のぞき屋
- シャンフー・チャン–豚

## 今作より登場のパペット達
ニンジャ
トランクの奥にあった忍者型パペット。ダニーの兄ドンの血と生命の液体で命の吹き込まれた、いわゆるドンの生まれ変わり。
攻撃手段は付属している手裏剣で相手の頭部を狙い撃ちする。その他、体に収納されたロープを使って天井を渡る事もでき、自分よりも大きな刀を持ち上げて使うほどの握力を持つ。
シリーズ中で本作にしか登場しないパペットである。